# Robo no ishi
Robo no ishi (路傍の石) és una pel·lícula dramàtica japonesa dirigida el 1960 per Seiji Hisamatsu amb un guió de Kaneto Shindô, i protagonitzada per Hiroyuki Ôta, Setsuko Hara i Hisaya Morishige. L'octubre del 1962 se'n va distribuir als Estats Units una versió subtitulada en anglès sota el títol The Wayside Pebble.
Fou seleccionada per participar en la selecció oficial del Festival Internacional de Cinema de Sant Sebastià 1960, on fou projectada amb el títol Las piedras del camino.

## Argument
És un drama sobre les dificultats d'una infancia que passa un nou a l'era Meiji amb un pare brusc i de cor dur i una mare submisa. El 1910 Goichi pateix perquè vol anar a l'escola i el seu pare no el deixa. Així que es dedica a treballar com a servent per un comerciant sense escrúpols i la seva família. A mesura que creix i el seu patiment augmenta, fa el possible per sortir de la situació.

## Repartiment
- Hiroyuki Ôta ... Goichi Aikawa
- Setsuko Hara... Oren Aikawa
- Hisaya Morishige... Shogo Aikawa
- Tatsuya Mihashi... Tsugino
- Kyû Sazanka... Chusuke
- Yûsuke Takita... Yasukichi
- Hisako Takihana... Mare de Yasukichi